# 桃山みつる
桃山 みつる（ももやま みつる、1944年11月20日 - ）は、日本の女優。桃山 みつ子名義で活動していた時期もある。

## 来歴・人物
出身は大阪市内の宗右衛門町。小学4年生の時に京都市へ転居し、16歳の時に女優として東映に入った。女優デビュー作は1961年の映画『月形半平太』。男を手玉に取る妖艶な悪女の役柄が多い。
1994年の『黒髪』（島田陽子主演）以降、NHK大阪放送局制作のテレビドラマにおいて、「京ことば指導」としての活動歴もある。

## 方言指導
NHK大阪 連続テレビ小説
- あすか（1999年 - 2000年） - 京ことば指導（御所智恵子 役を兼任）
- オードリー（2000年 - 2001年） - 京ことば指導
- だんだん（2008年 - 2009年） - 京方言指導（赤堀 役を兼任）

NHK大阪 その他
- 黒髪（ハイビジョンドラマ 1994年4月29日）
- フェイク 京都美術事件絵巻（ドラマ10 2011年） - 京都ことば指導

TBS
- 大奥〜誕生［有功・家光篇］（金曜ドラマ 2012年） - 方言指導

テレビ朝日
- 宮本武蔵（2014年） - 方言指導

## 出演

### テレビドラマ
NHK大阪
- 古都憂愁 第六話・金閣寺の雪（銀河ドラマ 1970年） - 市栄 役
- 京都発・ぼくの旅立ち（ドラマ新銀河 1996年） -  妙子  役
- あすか（連続テレビ小説 1999年 - 2000年） - ※「京ことば指導」を兼任
- 新・はんなり菊太郎〜京・公事宿事件帳〜（木曜時代劇、2007年）
- だんだん（連続テレビ小説 2008年 - 2009年） - ※「京方言指導」を兼任

民放
- 忍びの者（NET 1964年）
- カツドウ屋一代（毎日放送 1968年） - 牧野冨榮 役
- 愛の珊瑚礁（日本テレビ 昼帯 1968年）　主演
- 新・日本剣客伝 第4話 平手造酒（NET 1969年3月19日, 3月26日）
- 必殺シリーズ（朝日放送）
  - 助け人走る 第21話「心中大悲憤」（1974年） - おいね
  - 必殺仕置屋稼業 第15話「一筆啓上欺瞞が見えた」（1975年） - おしん
  - 必殺仕業人 第18話「あんたこの手口をどう思う」（1976年） - お駒
  - 新・必殺仕事人
    - 第34話「主水友情に涙する」（1982年） - お仙
    - 第54話「主水入学祝する」（1982年） - お梶

  - 必殺仕事人IV 第35話「筆頭同心田中 見合いする」（1983年） - お藤
  - 必殺仕事人V（1985年）
    - 第15話「主水、いじめられっ子になる」 - おこう
    - 第25話「主水、源次と平家に泣かされる」 - お徳

  - 必殺仕事人V・激闘編 第16話「主水、クモ男を取り逃がす」（1985年） - おれん
  - 必殺まっしぐら!（1986年） - お松 ※レギュラー
  - 必殺仕事人V・旋風編（1987年） - おりん ※レギュラー
  - 新春仕事人スペシャル 必殺忠臣蔵（1987年1月2日） - おりん
  - 必殺仕事人・激突! 第12話「霊感少年を操る極悪人」（1991年） - お甲

- 虹のエアポート 第9話（TBS 1975年12月2日） - 洋子 役
- 水戸黄門（TBS）
  - 第7部 第31話「助さん格さん子守唄 ‐渋川‐」（1976年） - 薬屋の女房
  - 第9部 第10話「風雲久保田城・秋田」（1978年） - お百合の方
  - 第15部 第23話「鬼庄屋にされた黄門様・篠山」（1985年） - おてる

- 赤かぶ検事奮戦記II 第11話 （朝日放送 1982年2月12日）
- 大奥 第24話「わんわん行進曲」（1983年） - 音羽
- 新・なにわの源蔵事件帳 第5話「艶女衣裳競べ」 （NHK 1983年12月7日）
- 部長刑事 1354. 野球トバク殺人事件（朝日放送 1984年10月6日）
- 鬼平犯科帳（CX / 松竹）
  - 第3シリーズ 第2話「妙義の團右衛門」（1991年） - 松代屋女将・お峰
  - 第3シリーズ 第17話「おみよはみた」（1992年） - お八重

- 天下の副将軍水戸光圀 徳川御三家の激闘（CX 1992年1月2日）
- 京都映画女優殺人事件（TBS 月曜ドラマスペシャル 1994年6月20日）

### 映画
- 月形半平太（1961年、松竹）
- 昇り竜やわ肌開帳（1969年、日活） - 新子
- 美女放浪記（1977年、松竹） - 生駒鯛子

### CM
- 旭化成ホームズ ヘーベルハウス（2007年）